# Копылов, Иван Павлович (полный кавалер ордена Славы)
Иван Павлович Копылов (24 июня 1922 — 11 августа 2002) — участник Великой Отечественной войны, командир расчёта 45-мм пушки 49-го стрелкового полка 50-й стрелковой дивизии, старшина. Один из 29-и полных кавалеров, награждённых четырьмя орденами Славы (двумя орденами Славы 3-й степени).

## Биография
Родился 24 июня 1922 года в хуторе Павловка в крестьянской семье. Русский по национальности. Окончил 7 классов в 1938 году. Работал статистом при Райуполнаркомзаг СНК, а с 1939 года учётчиком в колхозе «Красный Комбайн» Павловского сельсовета.
В Красной армии и на фронте в Великую Отечественную войну с октября 1941 года. Член ВКП(б)/КПСС с 1944 года.
Начал службу бойцом-десантником в 4-й маневренной авиадесантной бригаде, дислоцировавшейся в городе Грозном. Защищал Моздок, был ранен в бою. После выздоровления стал командиром отделения. С ноября 1942 по май 1943 Копылов продолжил службу стрелком 200-го Запасного полка.
С мая 1943 года Копылов Иван Павлович командир отделения 475-го стрелкового полка, который принимал участие в боях на Изюм-Барвеновском направлении.
17 июня 1943 года в одном из боёв Копылов Иван Павлович заменил выбывшего из строя командира взвода. Был ранен в ноги и обе руки. После тяжёлого ранения лечился в госпитале города Балашов. Вернулся на фронт в ноябре 1943 года.
Командир расчёта 45-мм пушки 49-го стрелкового полка (50-я стрелковая дивизия, 7-я гвардейская армия, 1-й Украинский фронт) сержант Иван Копылов 5 января 1944 года при отражении контратаки у деревни Красный Яр (ныне Кропивницкого района Кировоградской области Украины) из орудия подбил танк противника.
7 января 1944 года при наступлении на город Кировоград вверенный сержанту Копылову орудийный расчёт подбил два бронетранспортёра и три автомашины, истребил свыше отделения живой силы неприятеля.
За мужество и отвагу, проявленные в боях, 23 января 1944 года сержант Копылов Иван Павлович награждён орденом Славы 3-й степени.
За отличие в боях на территории Румынии приказом от 20 мая 1944 года сержант Копылов Иван Павлович награждён вторым орденом Славы 3-й степени. Награда вручена после войны.
Командир расчёта 45-мм пушки 49-го стрелкового полка (50-я стрелковая дивизия, 52-я армия, 2-й Украинский фронт) старшина Иван Копылов в период боёв с 20 по 30 августа 1944 года на подступах к румынским городам Яссы и Хуши вместе с бойцами расчёта огнём орудия поразил два дзота, один блиндаж, шесть пулемётов, рассеял и истребил свыше взвода вражеской пехоты. Захватив 75-мм пушку противника, её огнём разбил два пулемёта и одно орудие.
За мужество и отвагу, проявленные в боях, 26 сентября 1944 года старшина Копылов Иван Павлович награждён орденом Славы 2-й степени.
Командир расчёта 45-мм пушки 49-го стрелкового полка старшина Иван Копылов в ходе боёв в районе города Баутцен (Германия) 16-19 апреля 1945 года вывел из строя три пулемёта, бронетранспортёр, автомашину, свыше десяти гитлеровцев, подавил огонь девяти пулемётов, захватил в плен четырёх вражеских пехотинцев.
Указом Президиума Верховного Совета СССР от 27 июня 1945 года за образцовое выполнение заданий командования в боях с немецко-фашистскими захватчиками старшина Копылов Иван Павлович награждён орденом Славы 1-й степени, став полным кавалером ордена Славы.
После войны учился на курсах младших лейтенантов 52-й армии в Германии, а с августа 1945 по август 1946 года курсант Фрунзенского пехотного училища. С августа 1946 года продолжил службу старшиной роты 354 отдельного учебного батальона в Ашхабаде. В этом же году старшина Копылов Иван Павлович демобилизован.
С 1946 года крепильщик на шахте «Нежданная». С 1947 года и до выхода на пенсию работал в 8-м Военизированном горноспасательном отряде командиром подземного горноспасательного пункта при шахте «Нежданная» и «Южная». Жил в городе Шахты Ростовской области.
Скончался 11 августа 2002 года.

## Награды и звания
- Орден Славы 1-й степени (№ 1590)
- Орден Славы 2-й степени (№ 6293)
- Два ордена Славы 3-й степени (№ 68292 и № ?)
- Орден Отечественной войны 1-й степени
- Медали
- Почётный гражданин города Шахты
- Почётный гражданин города Моздок